# Crossing the Bridge (film, 1992)
Pour les articles homonymes, voir Crossing the Bridge.
Pour plus de détails, voir Fiche technique et Distribution.
Crossing the Bridge est un film américain réalisé par Mike Binder en 1992.

## Fiche technique
- Musique : Peter Himmelman
- Directeur de la photographie : Newton Thomas Sigel
- Montage : Adam Weiss
- Distribution des rôles : Sharon Bialy, Debi Manwiller et Richard Pagano
- Création des décors : Craig Stearns
- Direction artistique : Jack Ballance
- Décorateur de plateau : Ellen Totleben
- Création des costumes : Carol Ramsey
- Durée : 103 minutes
- Date de sortie : 1992

## Distribution
- Josh Charles : Mort Golden
- Jason Gedrick : Tim Reese
- Stephen Baldwin : Danny Morgan
- Cheryl Pollak : Carol Brockton
- Rita Taggart : Kate Golden
- Hy Anzell : Manny Goldfarb
- Richard Edson : Mitchell
- Ken Jenkins : Lou Morgan
- Abraham Benrubi : Rinny
- David Schwimmer : John Anderson
- Bob Nickman : Baldy
- James Krag : Smiling Jack
- Rana Haugen : Monica
- Jeffrey Tambor : Uncle Alby
- Todd Tidgewell : Ricky Toller
- Thomas McCarthy : Chris